# محمد فاضل (نظامی افغان)
محمد فاضل (انگلیسی: Mohammad Fazl؛ زادهٔ ۱۹۶۷ (۵۷–۵۸ سال)) سیاستمدار و نظامی اهل افغانستان است. او از ۷ سپتامبر ۲۰۲۱ به حیث معین اول وزیر دفاع افغانستان شروع به کار کرد. 